# Git
Git er et frit, distribueret versionsstyringssystem med fokus på hastighed, designet til at vedligeholde kildekode. Git blev skabt af Linus Torvalds til udvikling af Linuxkernen. Hver eneste Git-rodmappe er et komplet versionsstyret depot som ikke afhænger af netværksadgang eller en central server.
Adskillige populære open source-softwareprojekter anvender nu Git til revisionskontrol, mest kendt er dog Linuxkernen, Perl, Samba, X.org server, Qt, OLPC-udvikling, Ruby on Rails, VLC media player, Yahoo! UI Library, Merb, Wine, GStreamer, DragonFly BSD og mobilplatformen Android.

## Design
Gits design er inspireret af BitKeeper og Monotone. Git var originalt designet som en low-level versionkontrolsystemmotor, som andre kunne lave front ends til, så som Cogito eller StGIT.